# Prefectura d'Ouaddaï
La prefectura d'Ouaddaï fou una de les 14 prefectures en què estava dividit administrativament el Txad fins al 2002, a l'est del país. La superfície era de 76.240 km² i tenia 543.900 habitants el 1993. La capital era Abéché.